# STS-122
STS-122 var en NASA rumfærge-mission til ISS med rumfærgen Atlantis. Opsendt 7. februar 2008 og vendte tilbage 20. februar 2008. STS-122 var den 24. rumfærgemission til ISS og den 122. rumfærgemission.
Hovedmålsætningerne for STS-122 var at levere og montere det europæisk (ESA) designede modul Columbus og rotere ISS-ekspedition 16 besætningen. 
Efter Atlantis' landing vil den blive klargjort til STS-125, som er den sidste service-mission til rumteleskopet Hubble.
Efter fuldførelsen af STS-122 er der 10 rumfærgemissioner tilbage i rumfærgeprogrammet foruden 2 ubekræftede backupmissioner.
Atlantis skulle have været opsendt 6. december, men efter en række fejl ved sensorer i brændstoftanken er opsendelsen nu udskudt  på ubestemt tid. Opsendelsen er tidligere blevet udskudt til 9. december 2007, 2. januar 2008 og 10. januar 2008. Opsendelsen skete 7. februar 2008.

## Besætning
- Kaptajn: Stephen Nathaniel Frick[1]
- Pilot: Alan Goodwin "Dex" Poindexter
- 1. missionsspecialist: Leland Devon Melvin
- 2. missionsspecialist: Rex Joseph Walheim
- 3. missionsspecialist: Hans Wilhelm Schlegel (ESA – Tyskland)
- 4. missionsspecialist: Stanley G. Love

### ISS-ekspedition 16 besætning
Opsendelse:
- Flymaskinist: Léopold Eyharts (ESA – Frankrig)[2]

Hjemflyvning:
- Flymaskinist: Daniel Michio Tani

## Last
STS-122 var ISS-monteringsmission 1E, og medbragte til montering ESA's Colombus-modul.

### Columbus nyttelast
- Biolab (Biologisk laboratorium)
- Fluid Science Laboratory (FSL) (Væskevidenskabeligt laboratorium)
- European Drawer Rack (EDR)  (Opbevaring og tilslutning af eksperimenter og udstyr)
- European Physiology Modules (Fysikvidenskabelige moduler)
- Solar Monitoring Observatory (SOLAR) (Sol observatorium)
- European Technology Exposure Facility (EuTEF) (Måleudstyr til eksperimenter udenfor modulet)

### Anden last
Et gyroskop (CMG (engelsk): Control Moment Gyroscope), der blev skiftet ud ved STS-118, bliver taget med tilbage til jorden.
Tre grønne start-flag i anledning af 50-års jubilæum for det amerikanske motorsport Nascar, og deres største løb Daytona 500. Et af flagene vil blive sat op på Daytona banen i Florida, et vil blive præsenteret for vinderen af Daytona 500, og et vil blive brugt af NASA i deres jubilæumsaktiviteter. 

## Baggrund
STS-122 er den
- 152. amerikanske bemandede rummission
- 121. rumfærgemssion (siden STS-1)
- 96. mission siden Challenger-ulykken
- 8. mission siden Columbia-ulykken
- 8. mission til ISS for rumfærgen Atlantis.

## Tidslinie
Rumfærgens eksterne tank (ET-125) ankom til Kennedy Space Center 14. september 2007 efter at have sejlet med pram fra Michoud Assembly Facility i Louisiana. Den eksterne tank blev herefter flyttet til fartøjssamlingsbygning (VAB (engelsk): Vehicle Assembly Building) og inspiceret, hvorpå den gennemgik en mindre modifikation på føderøret til flydende ilt, inden den blev parret med de to faststof løfteraketter (SRB (engelsk): Solid Rocket Boosters) 17. oktober 2007.
Den eksterne tank blev monteret på løfteraketterne 18. oktober 2007, og Atlantis blev flyttet til VAB 3. november 2007. Efter at hele rumfærgen var monteret på den mobile affyringsplatform (MLP (engelsk): Mobile Launcher Platform), blev Atlantis flyttet til affyringsrampe LC-39A 10. november 2007. Columbus-modulet blev lastet 12. november 2007.. 
Affyringsøvelsen for STS-122 blev afsluttet 20. november 2007.

### 6. december (1. opsendingsforsøg)
Efter 16 minutters påfyldning af flydende ilt og flydende hydrogen i den eksterne tank fejlede 2 af 4 sensorer til slukning af hovedmotorerne (ECO (engelsk): Engine Cut-Off Sensor), og opsendelseslederen, Doug Lyons, valgte at udsætte opsendelsen minimum 2 døgn til opsendelsesvinduet lørdag.

### 9. december (2. opsendingsførsøg)
Påfyldning af brændstof begyndte 10:55 UTC, men 11:52 UTC fejlede den 3. ECO, og derfor blev kriterierne for opsendelse ((engelsk): Launch Commit Criteria) ikke opfyldt. Opsendelsen blev officielt droppet 12:25 UTC.
På en efterfølgende pressekonference blev det meddelt at man ikke overvejede at rulle Atlantis tilbage til VAB, da fordelene ved at udføre undersøgelsen af årsagen til problemerne med sensorene i VAB i forhold til på rampen ikke modsvarede besværet med flytningen. 

### 7. februar 2008
Opsendelse på det planlagte tidspunkt 2:45 p.m. EST fra Kennedy Space Center i Florida.

## Planlagt tidslinie[6]
Dag 1: Opsendelse – Åbning af lastrumsdøre – Udfoldning af Ku-båndsantenne – Aktivering og inspektion af rumfærgens robotarm – Video af den eksterne tank (ET (engelsk): External Tank) og dens frakobling, downloades til NASA.
Dag 2: Inspektion af varmeskjoldet (TPS (engelsk): Thermal Protection System) med rumfærgens sensor-bom (OBSS (engelsk): Orbiter Boom Sensor System) – Inspektion af rumvandringssystemet (EMU (engelsk): Extra-vehicular Mobility Unit) – Installation af centerlinjekamera – Udfoldelse af rumfærgens sammenkoblingsring ((engelsk): Orbiter Docking System Ring) – Undersøgelse af kredsløbsmanøvresystemet ((engelsk): Orbital Maneuvering System) – Inspektion af værktøjer til rendezvouz. 
Dag 3: Rendezvouz med ISS – Rendezvouz pitch manøvre – Samling med trykadapteren ((engelsk): Pressurized Mating Adapter) på Harmony-modulet – Åbning af lugen, velkomstceremoni, og sikkerhedsbriefing – Fralægning af OBSS ved hjælp Canadarm2 – Evaluering af rumvandring 1 proceduren (EVA-1) ((engelsk): Extra-vehicular activity) – Overnatning i trykslusen for Walheim og Schlegel for EVA-1.
Dag 4: Ombytning af Souyz sædeform ((engelsk): Souyz seat liner) og besætning (Eyharts og Tani) – Midlertidig stuvning af Ku-båndsantennen, mens Columbus-modulet lægges fra – EVA-1 af Walheim og Schlegel: Montering af Columbus-holder, forberedelse til samlingen af nitrogentanken på P1-samlingen ((engelsk): P1 truss, forberedelse af montering af data- og strømtilslutninger til Columbus – Fralægning af Columbus og montering på styrbordsside af Harmony.
Dag 5: Detaltjeret inspektion af TPS (hvis nødvendig) – Gen-udfoldelse Ku-båndsantennen – Forberedelse af Columbus' nedsænkning – Nedsænkning af Columbus – Evaluering af EVA-2 proceduren – Overnatning i luftslusen for EVA-2 af Walheim og Schlegel.
Dag 6: EVA-2 af Walheim og Schlegel: Samling af P1-nitrogen-tanken, stuvning af den gamle nitrogen-tank i rumfærgens lastrum, tilpasning af Columbus.
Dag 7: Tilpasning af Columbus-moduler og -systemer – Besætningens fritid – Evaluering af EVA-3 proceduren – Overnatning i luftslusen for EVA-3 af Walheim og Love.
Dag 8: EVA-3 af Walheim og Love: Installation af SOLAR-teleskopet og EuTEF-systemet på en udvendig stuvningsplatform (ESP (engelsk): External Stowage Platform) på Columbus, indhentning af det fejlede kontrolmomentgyroskop (CMG (engelsk): Control Moment Gyroscope), der blev erstattet på STS-118 og placeret på ESP2, monterer det fejlede CMG i lastrummet på rumfærgen, og installation af køl-afdækningsstof på Columbus ((engelsk): Keel-pin cloth covers).
Dag 9: Overførsler mellem ISS og rumfærgen – Nyhedskonference med den samlede besætning – ISS-genløft ((engelsk): re-boost) – Fortsat tilpasning af Columbus – Afsked og lukning af luge.
Dag 10:  Fralægning af rumfærgen – Endelige adskillelse fra ISS – Fralægning af OBSS – Sen inspektion af TPS – Endelig tillægning af OBSS.
Dag 11: Stuvning af kabine – Inspektion af flyvekontrolsystemet (FCS (engelsk): Flight Control System) – Test af reaktionskontrolsystem (RCS (engelsk): Reaction Control System) – Briefing af besætning for afslutning af kredsløb – Opsendelses- og landingsdragtinspektion – Opsætning af sæde for Tani – Stuvning af Ku-båndsantennen.
Dag 12: Forberedelse til afslutning af kredsløb – Lukning af lastrummets døre – Brænding af raketmotorerne for afslutning af kredsløb – Landing på KSC. 

## Backup-mission
Backup-missionen til STS-122, som skal opsendes i tilfælde af problemer med Atlantis, der umuligør landning. STS-323 vil være en modificeret udgave af STS-123, og opsendelsesdatoen for denne vil blive fremskyndet og vil fungere med en 4-mandsudgave af STS-123-besætningen.

## Nødlanding
Vende tilbage til opsendelsessted (RTLS (engelsk):Return To Launch Site)
- Kennedy Space Center Rumfærgelandingsfacilitet (IATA: TAT) ((engelsk): Space Shuttle Landing Facility)

Transoceanisk nødlanding (TAL (engelsk):Transoceanic Abort Landing)
- Primær: Zaragoza Lufthavn (IATA: ZAZ), Spanien ((spansk):Aeropuerto de Zaragoza)
- Sekundær: Moron Lufthavn (IATA: OZP), Spanien ((spansk):Aeropuerto de Moron) eller Istres Lufthavn (IATA: QIE), Frankrig ((fransk): Istres-Le tubé)

Nødlanding efter et kredsløb (AOA (engelsk):Abort Once Around)
- Primær: Kennedy Space Center Rumfærgelandingsfacilitet
- Sekundær: Edwards Flyvebase (IATA: EDW), Californien, USA ((engelsk): Edwards Air Force Base) eller White Sands Rumhavn, New Mexico, USA ((engelsk): White Sands Space Port)